# Ислам в Черногории

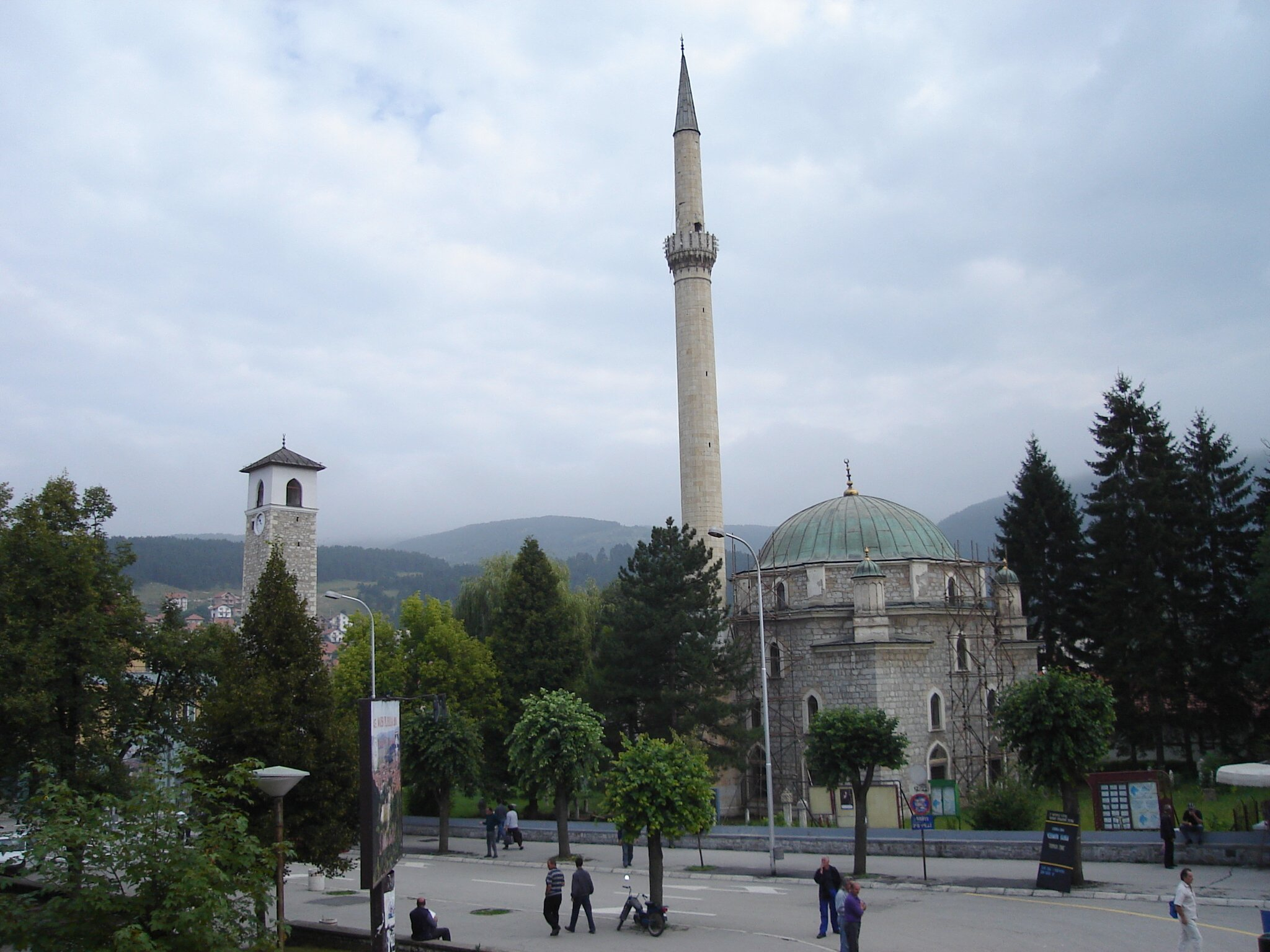
Мечеть в Плевле.

Мусульмане в Черногории составляют вторую по численности (после христианства) религиозную группу в стране.
110 000 мусульман Черногории составляют 17,74 % всего населения. Они разделены на несколько основных групп: славянские мусульмане - бошняки, которые разговаривают на боснийском языке, непосредственно на славян-мусульман и черногорцев, которые говорят на черногорском языке, а также этнических албанцев.
Албанцы — отдельная этническая группа, использующая в повседневном общении собственный язык. Албанским языком в стране владеет 5,26 % населения, живущего главным образом на юго-востоке страны, преимущественно в Улцине, где албанцы являются преобладающей диаспорой. Босняки — славянские мусульмане, говорящие на боснийском языке. Проживают главным образом на северо-востоке страны.
Мусульмане Черногории исповедуют ислам суннитского толка.

## История
В XV веке Османская империя завоевала большую часть Черногории и ввела на её территории ислам, к которому правящая династия Черноевичей относилась весьма скептически.
В канун Рождества 1704 года черногорцы провели резню мусульманского населения страны, известную как «Преследование турок».

### XXI век
Босняки и многие албанцы Черногории являются мусульманами, но также идентифицируют себя как черногорцев бошнякской и/или албанской крови (они определяют себя как ассимилированные черногорцы с исламом в качестве религии). Мусульмане населяют главным образом Санджакскую область Черногории.

## Демография
Этнический состав согласно переписи 2011 года:
- всего 118 479 мусульман:
  - 53 453 — босняки (45,12 %);
  - 22 267 — албанцы (18,79 %);
  - 20 270 — славяне-мусульмане (17,11 %);
  - 12 758 — черногорцы (10,77 %);
  - 5 034 — цыгане (4,25 %);
  - 2 003 — египтяне (1,69 %);
  - 1 435 — не указали (1,21 %);
  - 1 159 — остальные (0,98 %).